# (36057) 1999 RC33
1999 RC33 (asteroide 36057) é um asteroide da cintura principal. Possui uma excentricidade de 0.13921170 e uma inclinação de 11.22844º.
Este asteroide foi descoberto no dia 10 de setembro de 1999 por Laurent Bernasconi em St. Michel sur Meu.